# Nunatsiavut
Nunatsiavut is een autonome regio binnen de Canadese provincie Newfoundland en Labrador. Het gebied strekt zich uit over het noorden en noordoosten van de regio Labrador. De bevolking van ruim 2600 mensen bestaat voor 90% uit Inuit.

## Voorgeschiedenis
In 1977 maakte de Labrador Inuit Association aanspraak (een "land claim") op een gedeelte van het grondgebied van de regio Labrador. In 1988 begonnen de Inuit, de provincieoverheid van Newfoundland en de federale overheid van Canada aan onderhandelingen over de land claim. In 2001 werd er een princiepsakkoord bereikt en op 26 mei 2004 werd het goedgekeurd door ruim 75% van de stemgerechtigde inwoners van het gebied.
Op 22 januari 2005 tekenden de Inuit van Nunatsiavut tezamen met beide overheden de Labrador Inuit Lands Claims Agreement. Het akkoord besloeg een gebied van 72.520 km² dat vrijwel het volledige noorden en noordoosten van Labrador omhelst. Een kerngebied van 15.800 km² (2% van Labrador) is sindsdien eigendom van de Inuit, terwijl de (onbewoonde) rest van het gebied in samenspraak met de bevoegde overheden bestuurd wordt. Daarnaast omhelsde het akkoord ook speciale rechten in een zeegebied van 44.030 km² voor Labradors kust.
Het akkoord bevatte ook een betaling van C$ 130 miljoen als schadevergoeding voor de gedwongen hervestiging van Inuit in de jaren 1950 en C$ 120 miljoen om zelfbestuur op te starten. Daarnaast ging de overheid akkoord om royalty's de betalen aan Nunatsiavut voor onder meer het ontginnen van ertsen en visvangst.
Het akkoord werd goedgekeurd door het Huis van Vergadering van Newfoundland en Labrador en door het parlement van Canada, alwaar het koninklijke bekrachtiging kreeg op 23 juni 2005. Op 1 december 2005 werd de grondwet formeel aangepast en werd de eerste regering aangesteld, met name een tijdelijke regering bestaande uit de bestuursleden van de Labrador Inuit Association. In oktober 2006 werden de eerste verkiezingen gehouden om uiteindelijk een eerste verkozen regering te vormen.

## Bestuur
Nunatsiavut heeft niet enkel bestuurlijke rechten over eenieder die woont in het gebied, maar ook over Labradorse Inuit die zich elders in Canada bevinden. Hoewel het een integraal deel van de provincie Newfoundland en Labrador vormt, heeft de provincie verschillende bevoegdheden waaronder gezondheidszorg, rechtspraak en onderwijs overgedragen. De vijf gemeenten in het gebied zijn officieel erkend als "Inuit Community Governments" (ICG's).
Het Parlement van Nunatsiavut is gevestigd in Hopedale, met de administratieve zetel gevestigd in Nain. Het parlement bestaat uit 17 leden, namelijk:
- De president van Nunatsiavut
- Tien gewone parlementsleden (waarvan vier van buiten Nunatsiavut), namelijk: 
  - Een ieder uit de ICG's Nain, Hopedale, Makkovik, Rigolet en Postville[1]
  - Twee Labradorse Inuit uit de Labradorse plaatsen Happy Valley-Goose Bay, North West River en Mud Lake en directe omgeving
  - Labradorse Inuit die elders in Canada (dus ook elders in de provincie) wonen
- De angajukĸâk (burgemeester) van de vijf Inuit Community Governments
- De voorzitters van de twee Inuit Community Corporations die de Labradorse Inuit buiten Nunatsiavut verenigen[2]

### Ministeries
Nunatsiavut telt zes ministeries met daarnaast het Nunatsiavuts Secretariaat met de president aan het hoofd:
- Ministerie van Financiën, Personeelszaken en Informatietechnologie
- Ministerie van Onderwijs en Economische Ontwikkeling
- Ministerie van Cultuur, Recreatie en Toerisme
- Ministerie van Volksgezondheid en Sociale Ontwikkeling
- Ministerie van Land en Natuurlijke Hulpbronnen
- Ministerie van Nunatsiavutse Zaken
- Nunatsiavuts Secretariaat

## Geografie
Nunatsiavut bestaat uit twee geografisch van elkaar afgescheiden gebieden, namelijk een noordelijk en een zuidoostelijk deel. De westgrens van het noordelijke deel bestaat uit het Torngatgebergte met aan de overkant Nunavik, het Inuitgebied van de provincie Quebec.
Het noordelijke deel telt met de gemeente Nain slechts één bewoonde nederzetting, al zijn er wel nog verschillende spookdorpen (waaronder Hebron, Okak, Nutak en Zoar). Het indianenreservaat Natuashish, dat niet door Inuit maar door Innu bewoond wordt, vormt een enclave binnen het noordelijke deel.
De vier andere gemeenten van Nunatsiavut (Hopedale, Postville, Makkovik en Rigolet) liggen allen in het zuidelijke gedeelte. Dat deel van Nunatsiavut heeft net als het noorden meer spookdorpen dan bewoonde dorpen (onder andere Aillik, Emily Harbour en Indian Harbour). 
Alle vijf permanent bewoonde plaatsen van Nunatsiavut hebben een eigen gemeentebestuur. Anders dan de andere gemeenten in de provincie, dragen deze niet de officiële status van "town", maar wel die van "Inuit community government".

## Demografie

### Bevolkingsomvang
Door de oprichting van Nunatsiavut in 2005 werd de elfde censusdivisie van Newfoundland en Labrador in het leven geroepen. Divisie Nr. 11 valt volledig samen met Nunatsiavut en werd voor het eerst gebruikt bij de vijfjaarlijkse volkstelling van 2006. Tussen 2006 en 2021 waren er zowel periodes van demografische groei als achteruitgang.
- Bron: Statistics Canada (2006[3], 2011–2016[4], 2021[5][6])

### Taal
In 2021 had 91,8% van de inwoners van Nunatsiavut het Engels als (al dan niet gedeelde) moedertaal, met daarnaast 175 personen die het Inuktitut (7,5%) als moedertaal hadden. Iedereen in Nuntasiavut was volgens de volkstelling het Engels machtig, terwijl 395 mensen (17,1%) het Inuktitut konden spreken. De kennis en het gebruik van het Inuktitut gaat in de 21e eeuw zienderogen achteruit in het gebied.

### Inheemse bevolking
Bij de volkstelling van 2016 gaven 2.350 inwoners (91,8%) van Divisie Nr. 11 aan dat ze een inheemse identiteit hebben. Het gaat vrijwel uitsluitend over Inuit, met daarnaast echter ook 35 Métis, 25 mensen behorend tot een van de First Nations en 10 mensen die aangaven meer dan een van bovenstaande inheemse identiteiten te hebben.